# Erdmuthe von Brandenburg

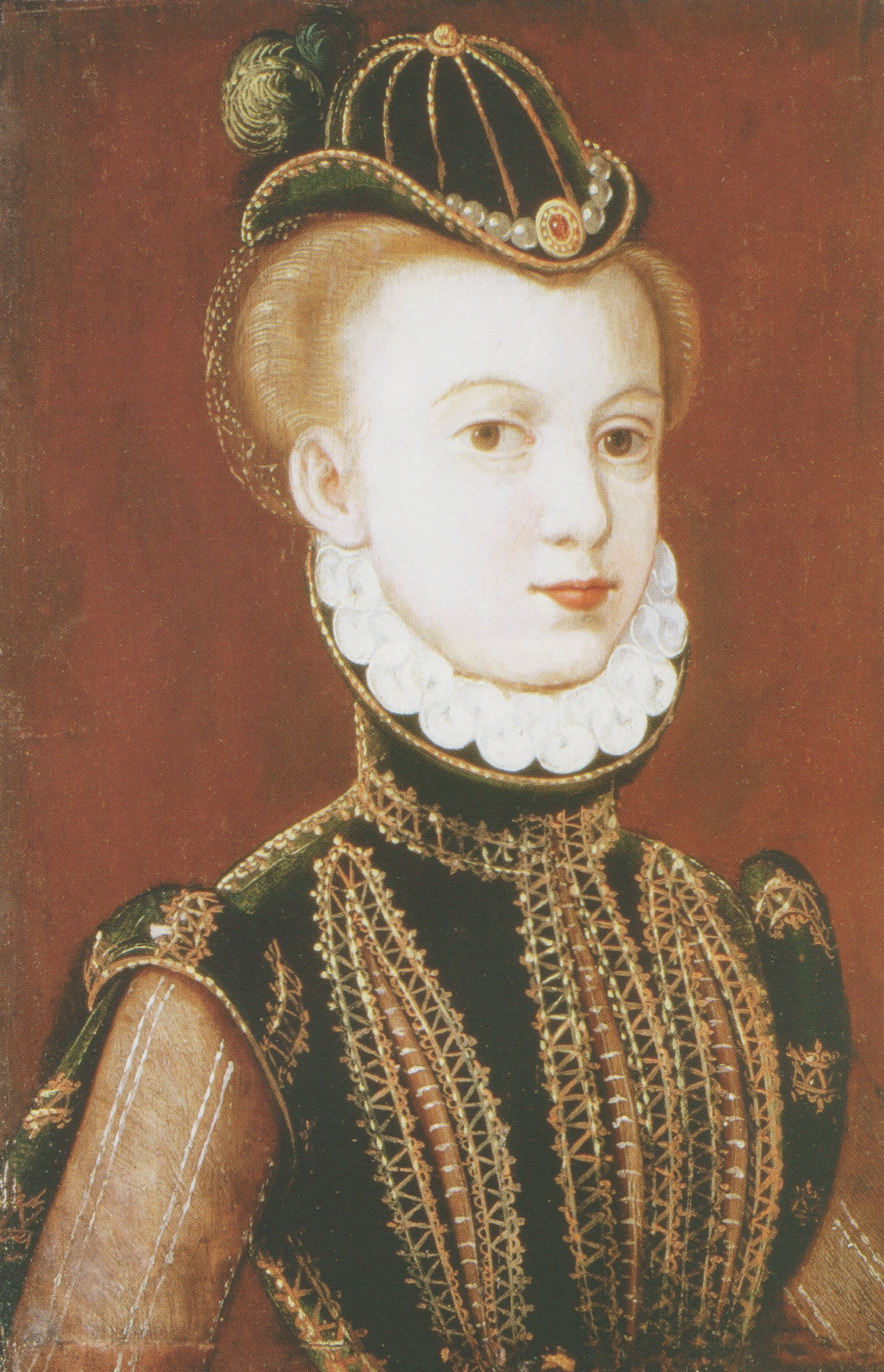
Erdmuthe von Brandenburg, 1580

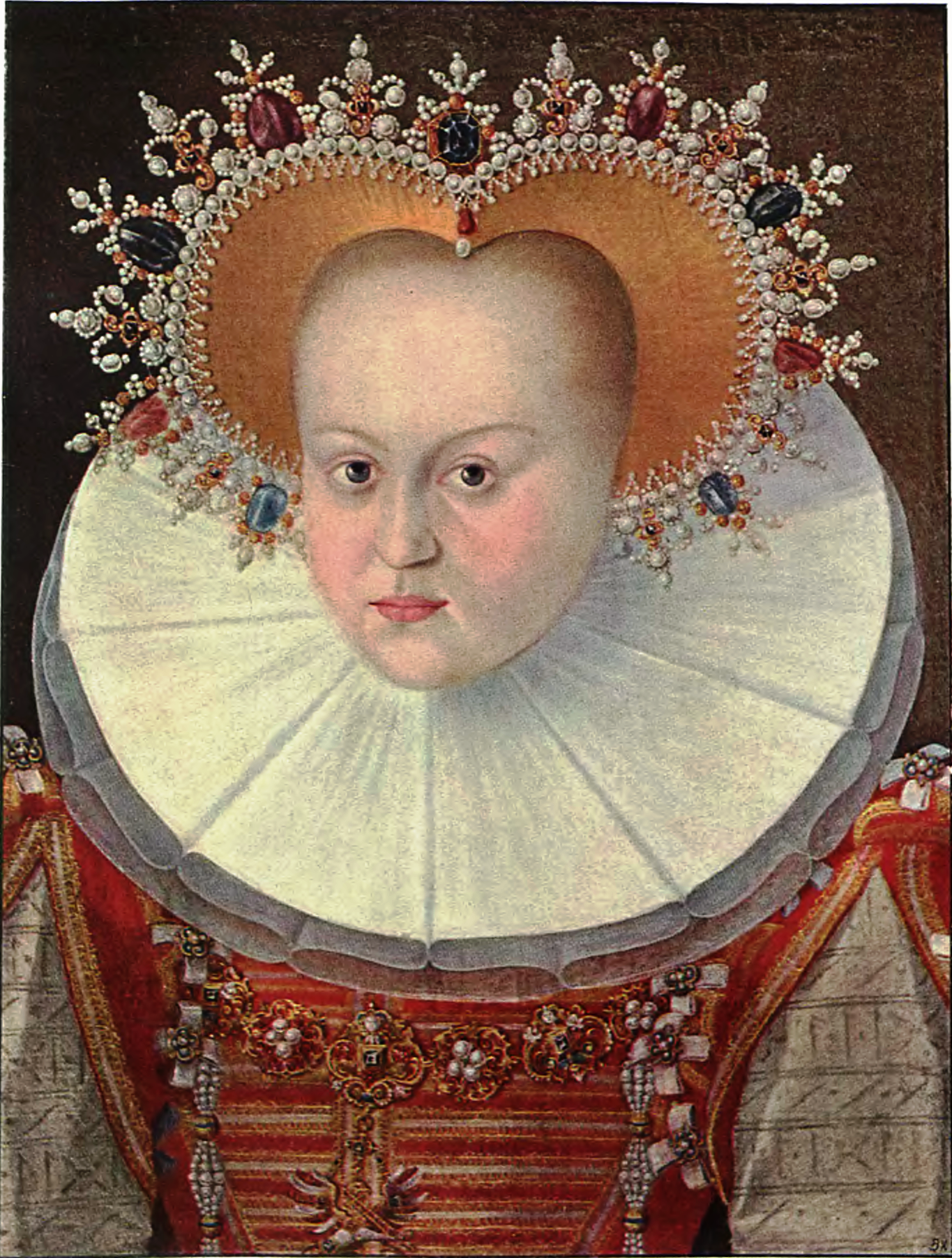
Erdmuthe von Brandenburg, Herzogin von Pommern-Stettin, Andreas Riehl d. J. 1590

Erdmuthe von Brandenburg (* 26. Juni 1561 in Berlin; † 13. November 1623 in Stolp) war eine Prinzessin von Brandenburg und durch Heirat Herzogin von Pommern.

## Leben
Erdmuthe war die älteste Tochter des brandenburgischen Kurfürsten Johann Georg (1525–1598) aus dessen zweiter Ehe mit Sabina (1529–1575), Tochter des Markgrafen Georg von Brandenburg-Ansbach. Die Prinzessin galt wegen ihrer Zuneigung zu Wissenschaften und der lateinischen Literatur als Lieblingskind ihres Vaters.
Sie heiratete am 17. Februar 1577 in Stettin Herzog Johann Friedrich von Pommern (1542–1600). Bereits im Alter von 7 Jahren war sie mit dem 26-jährigen Johann Friedrich verlobt worden. Bei dieser Gelegenheit wurden die alten Erbverbrüderungen der beiden Häuser neubestimmt und die Anrechte im Aussterbensfall festgelegt. Die als glücklich beschriebene Ehe blieb kinderlos. Nach einer Fehlgeburt erhielt sie von Elisabeth von Doberschütz ein fiebersenkendes Mittel, später beschuldigte man Elisabeth von Doberschütz, die Herzogin damit verhext und unfruchtbar gemacht zu haben.
Erdmuthe war maßgeblich an der Anbahnung der Ehe ihres Neffen Christian II. von Sachsen mit Hedwig von Dänemark beteiligt. Sie verfasste für ihre Schwester Sophie 1596 ein Gebetbuch, das zu den ältesten Gebetbüchern für Frauen gehört.
Nach dem Tod ihres Mannes am 9. Februar 1600 erhielt Erdmuthe das Amt Stolp als Wittum und lebte auf dem Schloss von Stolp sowie seit 1608 (nach dem Tod von Schwantes von Tessen) auch auf dem Schloss, das zu dem Vorwerk von Schmolsin gehörte. Sie berief Michael Brüggemann als Schlosskaplan an die Schlosskirche Stolp.